# Rhodospatha kraenzlinii
Rhodospatha kraenzlinii — вид квіткових рослин із родини кліщинцевих (Araceae), роду Rhaphidophora. Це ліана, рідним ареалом якої є Еквадор.